# Andrey Solomennikov
Andrey Solomennikov (né le 10 juin 1987 à Ijevsk) est un coureur cycliste et directeur sportif russe. Coureur durant les années 2000 et 2010, il est directeur sportif de l'équipe Gazprom-RusVelo en 2019.

## Biographie
Andrey Solomennikov est sélectionné en équipe de Russie en catégorie juniors. En 2005, il est notamment médaillé d'argent de la course en ligne des championnats d'Europe sur route junior, derrière son coéquipier Ivan Rovny, et 4e du contre-la-montre,. Il participe aux championnats du monde sur route juniors et se classe 27e du contre-la-montre 65e de la course en ligne. Il prend également part à des courses du calendriers UCI junior, notamment en Italie : le Giro di Basilicata, dont il prend la deuxième place derrière Gatis Smukulis, le Trofeo Emilio Paganessi (9e), le Trophée de la ville d'Ivrée (9e), le Giro della Lunigiana (13e), le Tour de Toscane juniors (18e).
En 2006, il passe en catégorie espoirs. Il est toujours sélectionné en équipe de Russie pour courir en Italie, au Giro del Canavese (12e), au Tour de Toscane espoirs ou au Grand Prix San Giuseppe (19e). L'année suivante, il remporte le GP San Giuseppe et prend part à plusieurs courses de l'UCI Coupe des Nations U23, nouvellement créée et disputée par des équipes nationales de coureurs de moins de 23 ans. Il est ainsi 10e du Grand Prix du Portugal, 13e du Tour des Régions Italiennes.
En 2008, il intègre l'équipe continentale Katyusha Continental, réserve de la nouvelle équipe ProTour Team Katusha. Il est toujours sélectionné en équipe nationale espoirs. Il se classe ainsi 4e du Grand Prix du Portugal en 2008, 63e de la course en ligne des championnats du monde de 2009 et participe au Tour de l'Avenir 2008. Ses meilleurs résultats avec Katyusha sont des dixièmes places aux Cinq anneaux de Moscou en 2008 et à la Mi-août bretonne en 2009.
En 2010, Andrey Solomennikov rejoint Itera-Katusha, autre équipe continentale associée à Team Katusha. Durant sa première saison avec cette équipe, il est huitième du Grand Prix de Nogent-sur-Oise, dixième du championnat de Russie du contre-la-montre et deuxième de l'étape contre-la-montre des Cinq anneaux de Moscou. En 2011, il remporte la Coppa della Pace et le prologue des Cinq anneaux de Moscou, dont il prend la 4e place du classement général, et se classe troisième du Circuit des Ardennes
En juin 2013, il est contrôlé positif au fénotérol lors des championnats nationaux de 2013 et suspendu six mois.

## Palmarès et classements mondiaux

### Palmarès sur route
- 2005
  -  Champion de Russie sur route juniors
  -  Médaillé d'argent du championnat d'Europe sur route juniors
  - 2e du Giro di Basilicata
- 2007
  - Grand Prix San Giuseppe
- 2009
  -  Champion de Russie sur route espoirs
  - 3e étape des Boucles Nationales du Printemps
- 2011
  - Prologue des Cinq anneaux de Moscou
  - Coppa della Pace
  - 3e du Circuit des Ardennes
- 2012
  - 3e étape du Circuit des Ardennes (contre-la-montre par équipes)
  - Classement général du Tour du Loir-et-Cher
- 2013
  - 3e du championnat de Russie sur route
- 2014
  - Mémorial Oleg Dyachenko
  - Classement général des Cinq anneaux de Moscou
- 2015
  - Krasnodar-Anapa
  - 3e de la Sotchi Cup
  - 3e des Cinq anneaux de Moscou

### Résultats sur les grands tours

#### Tour d'Italie
- 2016 : 127e

### Classements mondiaux
| Année           | 2007 | 2008 | 2009 | 2010 | 2011 | 2012 | 2013 | 2014 | 2015 |
| --------------- | ---- | ---- | ---- | ---- | ---- | ---- | ---- | ---- | ---- |
| UCI Europe Tour | 420e | 775e | nc   | 914e | 157e | 192e | 333e | 125e | 162e |